# Мартышка диана
Мартышка диана (лат. Cercopithecus diana) — один из видов мартышек.

## Ареал
Ареал — джунгли Западной Африки на территории Гвинеи, Кот-д’Ивуара и Ганы близ Атлантического побережья.
Ареал имеет небольшую площадь, охранный статус вида признаётся уязвимым (VU).

## Описание вида
Длина тела дианы колеблется от 40 до 55 см в длину, хвост имеет длину до 70 см и диаметр 3—4 см. Взрослые особи весят 4—7 кг. Шерсть чёрная или тёмно-серая; борода, шея, грудь и полосы на бёдрах белые или светло-жёлтые. Внутренняя поверхность бедра и крестец оранжевого или коричневого цвета.
Живут группами из одного взрослого самца-вожака, его гарема и детёнышей. Достигая половой зрелости (в 3 года) самцы покидают группу, самки же остаются. Беременность длится 5 месяцев, продолжительность жизни — до 20 лет.
Питаются дианы в основном фруктами и насекомыми, также в рацион входят цветы, молодые листья и беспозвоночные. Естественные враги — венценосный орёл и леопард. Также особи могут стать жертвами шимпанзе. Урон популяции причиняет и жизнедеятельность человека.
Обезьяны при опасности издают тревожные крики. При приближении леопарда они различают одни предупредительные звуки, а при приближении венценосного орла — другие; эти звуки способны различать златошлемные калао.

## Родственные виды
Ранее классифицировались как подвиды диан Cercopithecus diana roloway, обитающий в Кот-д’Ивуаре и Гане, и Cercopithecus diana dryas, обитающий на изолированном ареале в лесах ДР Конго. Сегодня их выделяют в отдельные виды Cercopithecus roloway и Cercopithecus dryas соответственно.

## Галерея

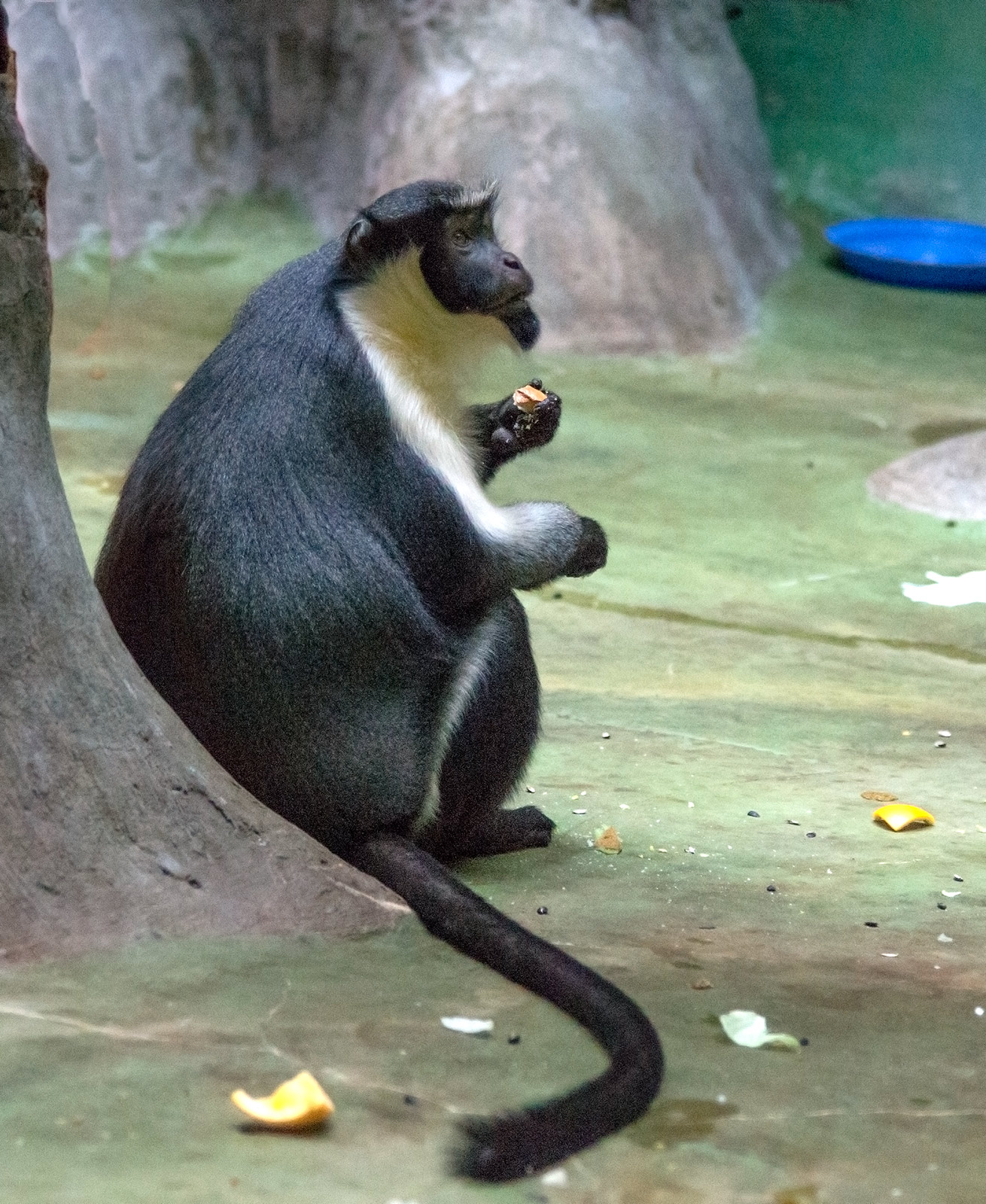
Мартышка диана в Московском зоопарке